# Polystáfylo
Polystáfylo är en ort i Grekland.   Den ligger i prefekturen Nomós Prevézis och regionen Epirus, i den centrala delen av landet, 300 km nordväst om huvudstaden Aten. Polystáfylo ligger 778 meter över havet och antalet invånare är 237.
Terrängen runt Polystáfylo är bergig åt sydväst, men åt nordost är den kuperad. Runt Polystáfylo är det ganska glesbefolkat, med 31 invånare per kvadratkilometer. Närmaste större samhälle är Pappadátes, 6,5 km sydost om Polystáfylo. I omgivningarna runt Polystáfylo växer i huvudsak blandskog.